# 138. brigada HV
138. brigada Hrvatske vojske Goranski risovi, brigada Hrvatske vojske 
osnovana 28. listopada 1991. godine. Sjedište brigade je u Delnicama.
Osnovana je ukazom predsjednika dr Franje Tuđmana.
Prvotni sastav činile su postrojbe Zbora narodne garde s područja općina Delnica, Čabra i Vrbovskog. Prva borbena akcija brigade bila je u Delnicama 5. studenoga 1991. kad su u oslobođeni svi vojni objekti okupatorske JNA. Akcijom su hrvatske postrojbe dobile tad oružje i streljivo u kojem su mnogo oskudijevale. 19. prosinca 1991. brigada raspoređeni su na ličko bojište gdje su se pridružili 111. brigadi HV iz Rijeke, na kojem su ostali sve do studenog 1995. godine. Prigodom oslobodilačke vojno-redarstvene operacije Bljesak, HV je poduzeo jedan daleko manje poznati oslobodilački pothvat. 138. brigada HV pošla je osloboditi strateški važno brdo Konjska glava kod Otočca. Zbog međunarodnih pritisaka na Hrvatsku, HV ju je morala predati UNPROFOR-u. Do vojno-redarstvene operacije Oluje 138. brigada HV tad je bila već preustrojena u 138. domobransku pukovniju HV. Izvela je zadaću prodora na pravcu Glibodol – Lička Jasenica te dalje ka Rudopolju i Korenici.
U obrambeno-oslobodilačkom Domovinskom ratu kroz brigadu je prošlo više od 5000 pripadnika, većinom s područja Gorskog kotara, Primorja i Krka te Rijeke i Opatije. 15 je pripadnika poginulo i 220 ranjeno u ratu. U poratnom razdoblju do danas je umrlo oko 500 pripadnika brigade, a među njima i prvi zapovjednik brigade Ivan Gašpar.